# U-21-Fußball-Europameisterschaft 1996
Die 13. U-21-Fußball-Europameisterschaft wurde wieder von Italien gewonnen. Es war der dritte Sieg hintereinander für die Italiener. Deutschland scheiterte im Viertelfinale an Frankreich. Die Endrunde wurde in der Zeit vom 28. bis 31. Mai 1996 in Spanien ausgetragen. 
Das Turnier diente auch als europäische Qualifikation für das Fußballturnier der Männer bei den Olympischen Spielen 1996 in Atlanta.

## Modus
Alle gemeldeten Mannschaften wurden auf acht Gruppen aufgeteilt. Die Gruppensieger ermittelten im Hin- und Rückspiel die vier Teilnehmer an der Endrunde. Die Halbfinalsieger ermittelten im Finale den Europameister, während die Halbfinalverlierer um Platz drei spielten.

## Finalrunde

### Halbfinale
|                           |   |            |     |
| 28. Mai 1996 in Barcelona |   |            |     |
| Spanien                   | – | Schottland | 2:1 |
| Italien                   | – | Frankreich | 1:0 |

### Spiel um Platz 3
|                           |   |            |     |
| 31. Mai 1996 in Barcelona |   |            |     |
| Frankreich                | – | Schottland | 1:0 |

### Finale
|                           |   |         |                      |
| 31. Mai 1996 in Barcelona |   |         |                      |
| Italien                   | – | Spanien | 1:1 n. V., 4:2 i. E. |

## Beste Torschützen
| Platz | Spieler              | Tore |
| ----- | -------------------- | ---- |
| 1     | Raúl González Blanco | 3    |
| 2     | Francesco Totti      | 2    |
|       | Robert Pires         | 2    |
|       | Florian Maurice      | 2    |